# Craugastor megalotympanum
Craugastor megalotympanum es una especie de anfibio anuro de la familia Craugastoridae.

## Distribución geográfica
Esta especie es endémica de Veracruz en México. Habita en la sierra de los Tuxtlas.

## Publicación original
- Shannon & Werler, 1955 : Notes on amphibians of the Los Tuxtlas. Range of Veracruz Mexico. Transactions of the Kansas Academy of Science, vol. 58, p. 360–386.[5]